# Савранська селищна територіальна громада
Савранська селищна територіальна громада — територіальна громада в Україні, у Подільському районі Одеської області. Адміністративний центр — селище Саврань.
Площа громади — 626,4 км², населення — 18 167 мешканців (2020).

## Склад громади
До складу громади входить 2 селища (Ковбасова Поляна та Саврань) і 19 сіл:
- Байбузівка
- Бакша
- Білоусівка
- Вільшанка
- Гетьманівка
- Глибочок
- Дубинове
- Дубки
- Йосипівка
- Кам'яне
- Капустянка
- Квітка
- Концеба
- Неділкове
- Осички
- Острівка
- Полянецьке
- Слюсареве
- Струтинка

### Старости округів Савранської громади
Староста Неділківського старостинського округу: Погорецька Марія Вікторівна
Староста Полянецького старостинського округу: Денисюк Володимир Олександрович
Староста Вільшанського старостинського округу: Козійчук Тамара Михайлівна
Староста Дубинівського старостинського округу: Василенко Тетяна Миколаївна 
Староста Бакшанського старостинського округу: Рараговський Сергій Миколайович
Староста Кам'янського старостинського округу: Шевчук Віталія Володимирівна
Староста Осичківського старостинського округу: Сивак Олександр Анатолійович
Староста Концебівського старостинського округу: Тітієвський Олександр Миколайович
Староста Байбузівського старостинського округу: Паламарчук Любов Миколаївна

## Історія

### Створення громади
Утворена 17 липня 2020 року шляхом об'єднання Савранської селищної та Байбузівської, Бакшанської, Вільшанської, Дубинівської, Кам'янської, Капустянської, Концебівської, Неділківської, Осичківської, Полянецької сільських рад Савранського району (до складу громади увійшла вся територія колишнього району).

### Попередня історія земель громади
Вперше Саврань зустрічається в історичних джерелах, в зв'язку з даруванням містечка Саврань великим князем литовським Витовтом панам Кошиловичам.
З кінця XIV ст. до 1569 р. землі Савранщини у складі Східного Поділля входили до Великого князівства Литовського.
Литовський князь Вітовт Кейстутович (1350—1430)
У 1569 р. між Великим князівством Литовським та Польщею при королеві Зигмунті ІІ Августі у м. Любліні було укладено унію, згідно якої дві держави об'єднались в одну — Річ Посполиту.
Польський король Зигмунт ІІ Август (1520—1572)
В результаті чого землі Савранщини увійшли до складу Брацлавського воєводства Речі Посполитої. Король отримав необмежене право роздавати землі, чим широко скористались поляки.
На початку XVII ст.. землі Савранщини належали Замойським, але вони були малозаселені. Канцлерові і коронному гетьману Яну Замовському було доручено закріпитися на безлюдних пустках кордонів Подільського і Брацлавського воєводства. Щоб привабити селян на ці землі, засновувались «слободи» та становлювались «пільгові роки» протягом яких селяни не платили податків і не відробляли панщину.
Заступник канцлера короля Тамош Замовський (1594—1638) 
Замовські — польський магнатний рід, вони посідали високі державні посади в Польщі та відігравали важливу роль в громадському житті України .
Найбільш відомі із них Ян Замойський — канцлер і коронний гетьман, прихильник короля Стефана Баторія, і його син Томаш Замойський — воєвода подільський, київський, канцлер коронний. В 1619 році останній уклав угоду з козаками і брав участь у переговорах 1625 р.
У кінці першої третини XVII ст. «Савранський грунт», який входив до Брацлавського староства було подаровано Станілаву Конецьпольському  
Коронний гетьман Станіслав Конецпольський (1592—1646)
Станіслав Конецьпольський — відомий військовий і політичний діяч, краківський каштелян, сандомирський воєвода, польний (з 1616 р.), великий коронний гетьман (з 1632). він брав участь в облозі Смоленська (1611), поході на Москву (1612), битвах із шведським військом у Тридцятилітній війні, у війні з Туреччиною. У Цецорській битві (1620 р) потрапив у полон. У 1625, 1630, 1637-1638 рр. очолював війська, що були послані для придушення селянсько-козацьких повстань на Україні.
У 1634 р. Станіслав Конецьпольський доручив французькому інженеру — фортифікатору та картографу Гійому Левассеру де Боплану побудувати фортецю Усть — Саврань або Новий — Конецьполь.                                  
Гійом Левассер де Боплан (1600—1673)
Творець перших карт території України на основі інструментальних зйомок.
Він є автором відомого «Опису України» (1651)
Народився Г. Боплан, ймовірно, в м. Руані в 1600 р. у дворянській сім'ї. У 1630 р. він залишив Францію і поступив на службу до польського короля. З кінця 1630 по березень 1647 р. Г. Боплан служив військовим інженером південно-східних воєводствах Речі Посполита. У той час українські землі входили до складу польських воєводств. Він керував фортифікаційними роботами на західних і центральних землях України, брав участь в створенні поселень в малонаселеній степовій зоні. У 1647 р. Г. Боплан покинув службу і повернувся в Францію.
Укріплення Усть-Саврань було крайнім прикордонним польським поселенням з боку Очакова, тому неодноразово впродовж XVII ст. зруйновувалось турками і татарами.
У другій половині XVII ст. землі в межиріччі Савранщини та Кодими, де знаходиться сучасна Савранська селищна рада перейшли у власність польського магнатного роду Любомирських  
Князь Єжи Павло Олександр Любомирський (1669—1735)
В 1793 р. після того як Правобережжя України була приєднана до Росії. Російський уряд купив землі, до складу яких входили і сучасні землі Савранщини у князя Олександра Любомирського. А в 1798 р. за указом російського царя Павла І більша частина Савранщини була подарована генералу-фельдмаршалу І. П. Салтикову.
Граф Іван Петрович Салтиков (1730—1805), син Генерал-фельдмаршала Графа Петра Семеновича Салтикова, народився в 1730 році; навчався у будинку свого батька; спочатку служив в гвардії (з 1745 р.), потім при Найвищому Дворі. У званні Камер-юнкера, і (1760 р.) випущений в армію Бригадиром. Він брав участь в знаменитих подвигах Росіян проти Пруссаків; за проявлену хоробрість отримав звання Генерал-майора (1761 р.); отримав від Імператора Петра III орден Св. Ганни (1762) і, після декількох місяців, Олександрівську стрічку в день коронації Імператриці Катерини II. Коли ж на престол вступив імператор Павло І, Іван Петровича зразу ж було призначено шерифом Кірасірського полку, інспектором кавалерії та Київським губернатором.
15 грудня йому був пожалуваний чин генерал-фельдмаршала. а через рік, наприкінці 1797 р., імператор Павло І перевів його губернатором у Москву. В 1798 р. І. П. Салтикову було подаровано землі на Савранщині. Незадовго до своєї смерті в 1805 р. граф продав свій Савранський маєток польській родині — князям Ржевуським.
Вацлав Ржевуський (1785—1831)
«Чудовий авантюрист по Аравії», який отримав там титул еміра- «Емір Золота Борода» . він завів табуни арабських коней, заснував школу лірників-дідіів, які співали українські пісні, складені місцевим поетом Тимком Падурою.
У Саврані Вацлав Ржевуський завів романтичний бедуїнською-кочовий стиль життя з двірськими козаками й торбаністами. В. Ржевуський став героєм народної пісні «Ревуха». він зміцнив казакофільсько-балагульську моду серед шляхетської молоді. А мета всього цього-завоювати симпатії українців для заколоту, який задумали поляки в 1830 р.
Включившись у польське повстання 1830—1831 рр., В.Ржевуський помер після битви з російським військом під Дашевом.
Саврань до розряду військових поселень була віднесена 13 березня 1837 р., а в 1841 р. було складено план містечка Саврань.
У військових поселеннях поєднувась військова муштра із сільським господарством. усе життя селянина було під владою начальства і регулювалось суворими приписами.
Життя військових селян було справжньою каторгою.
На Савранщині були розташовані підрозділи уланського полку, штаб якого містився в Умані.
На основі «закладеного права» одночасно з військовими поселеннями Саврань та деякі села належали Марії Потоцькій та її чоловікові Графу Станіславу Потоцькому.
Граф Станіслав Потоцький
За роки існування військового поселення було споруджено 5 цегляних казарм, 6 будинків для офіцерів, 2 стайні, камяні лазарети, 2 майстерні полкового ділового двору, обозовий сарай, гауптвахту, манеж, склади для боєприпасів та продовольства, пороховий погріб за містечком, кузню, 2 цейхгауза, 2 водяних млини.
Після ліквідації військових поселень, що фактично сталося в 1865 р., Саврань з околицями перейшла у розпорядження міністерства державного майна.
У 1775 р. в Саврані, в самому містечку, було 37 дворів, а на передмісті 84. Відомо також, що в 1858 р. у Саврані проживало близько 2000 жителів. На 1889 р. в містечку був уже 4371 жителів.
На кінець ХІХ ст. в містечку вулиці були вкриті бруківкою за рахунок Савранського коробкового збору.
На початку ХХ ст. в Саврані були православна церква, синагога, три молитовних школи та біля 60 лавок, також в 1903 р. в Саврані працювала приватна лікарня. В Саврані працювала маслобійня, продукція якої йшла на експорт.

## Природно-заповідний фонд
На території громади розташований ландшафтний заказник державного значення «Савранський ліс», всередині якого розташовані ботанічна пам'ятка природи Слюсарівський віковий дуб та гідрологічна пам'ятка природи «Гайдамацька криниця». Поблизу села Гетьманівка розташований пам'ятник садово-паркового мистецтва «Парк садиби І.Любомирського» (19 ст), на територій району створено лісовий заказник місцевого значення Сосновий ліс.
- Джерело «Огруд»
- Джерело «Кішево»

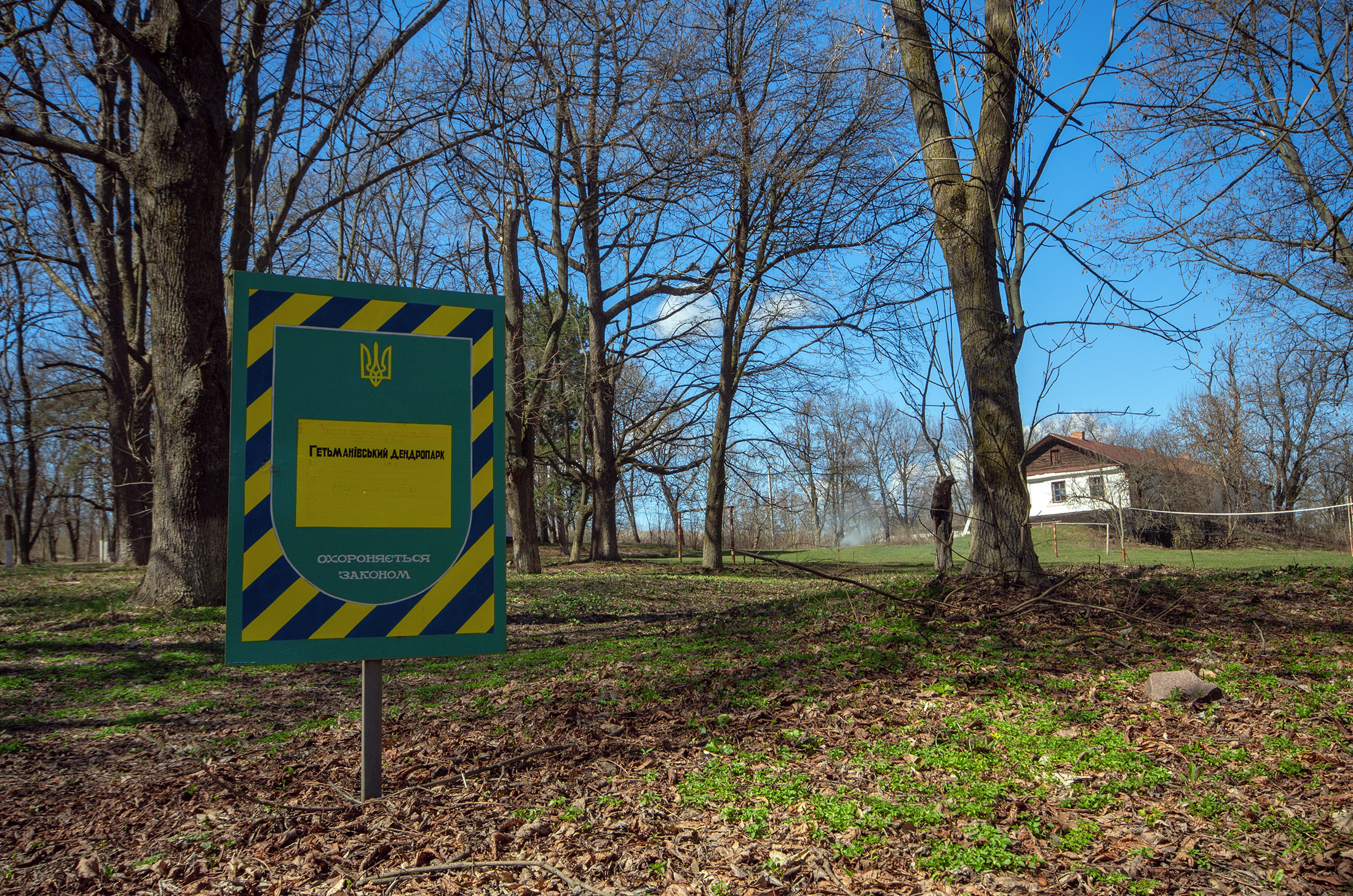
Гетьманівський дендропарк
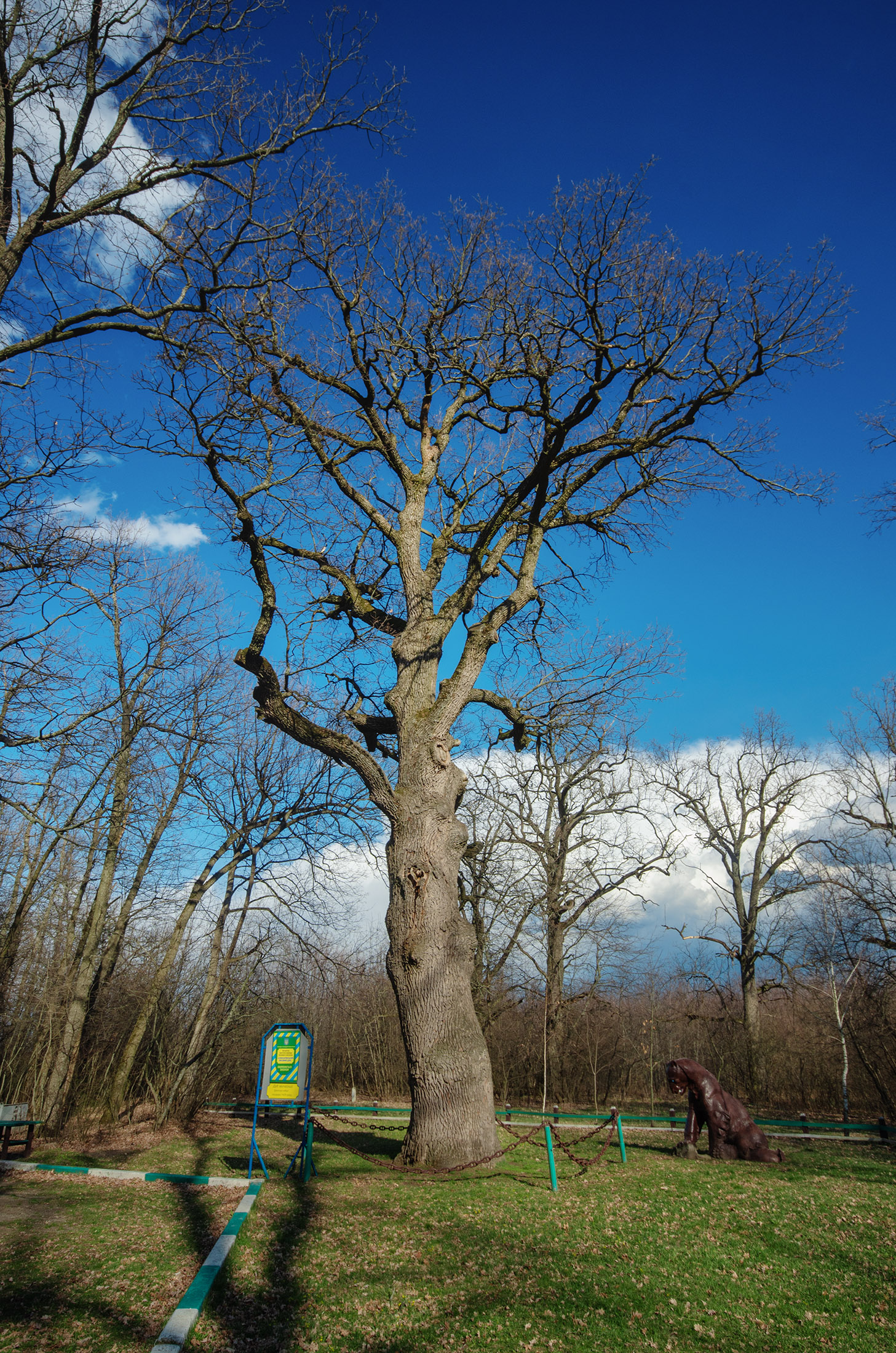
Слюсарівський віковий дуб
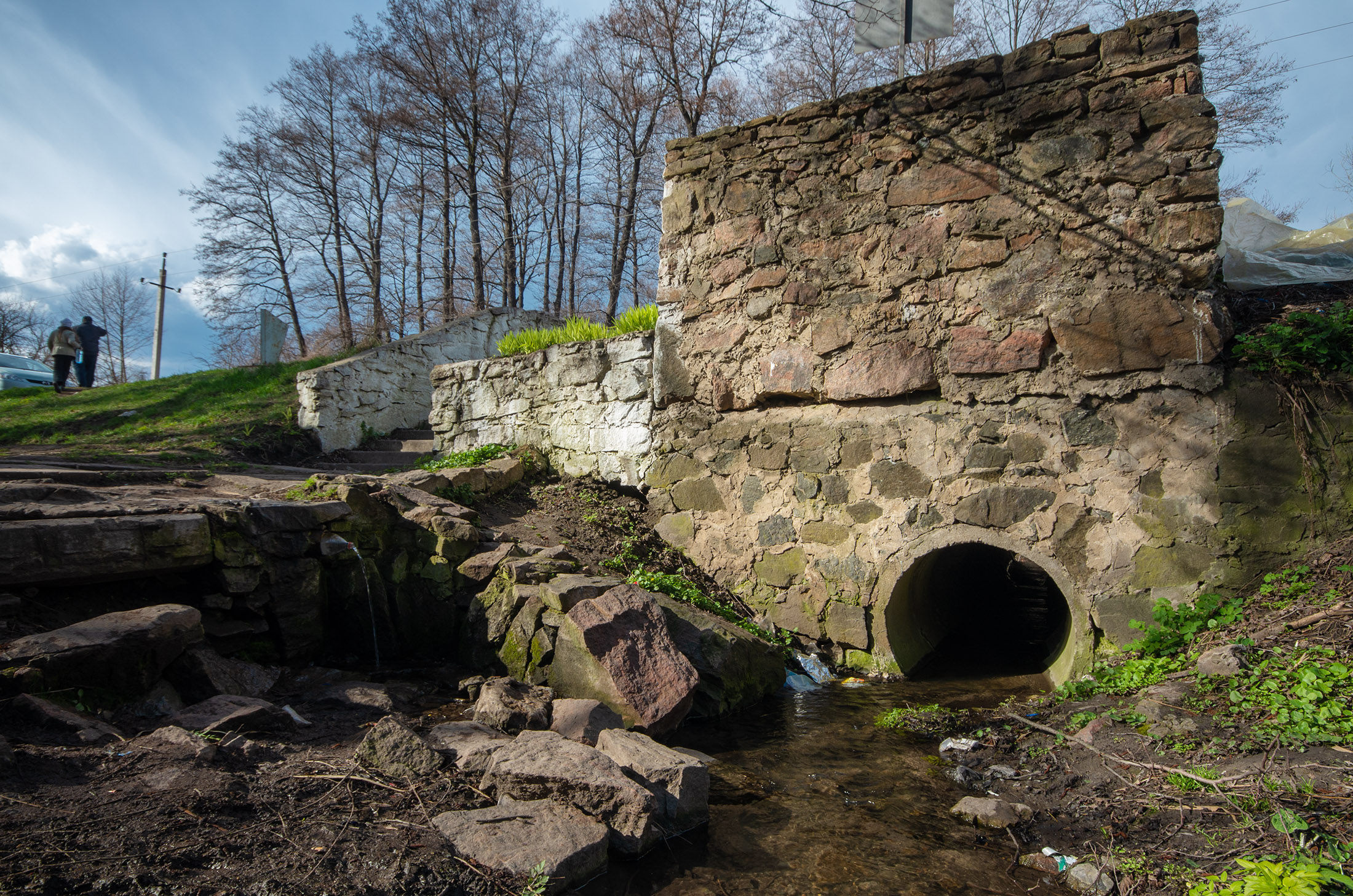
Джерело «Огруд» при дорозі
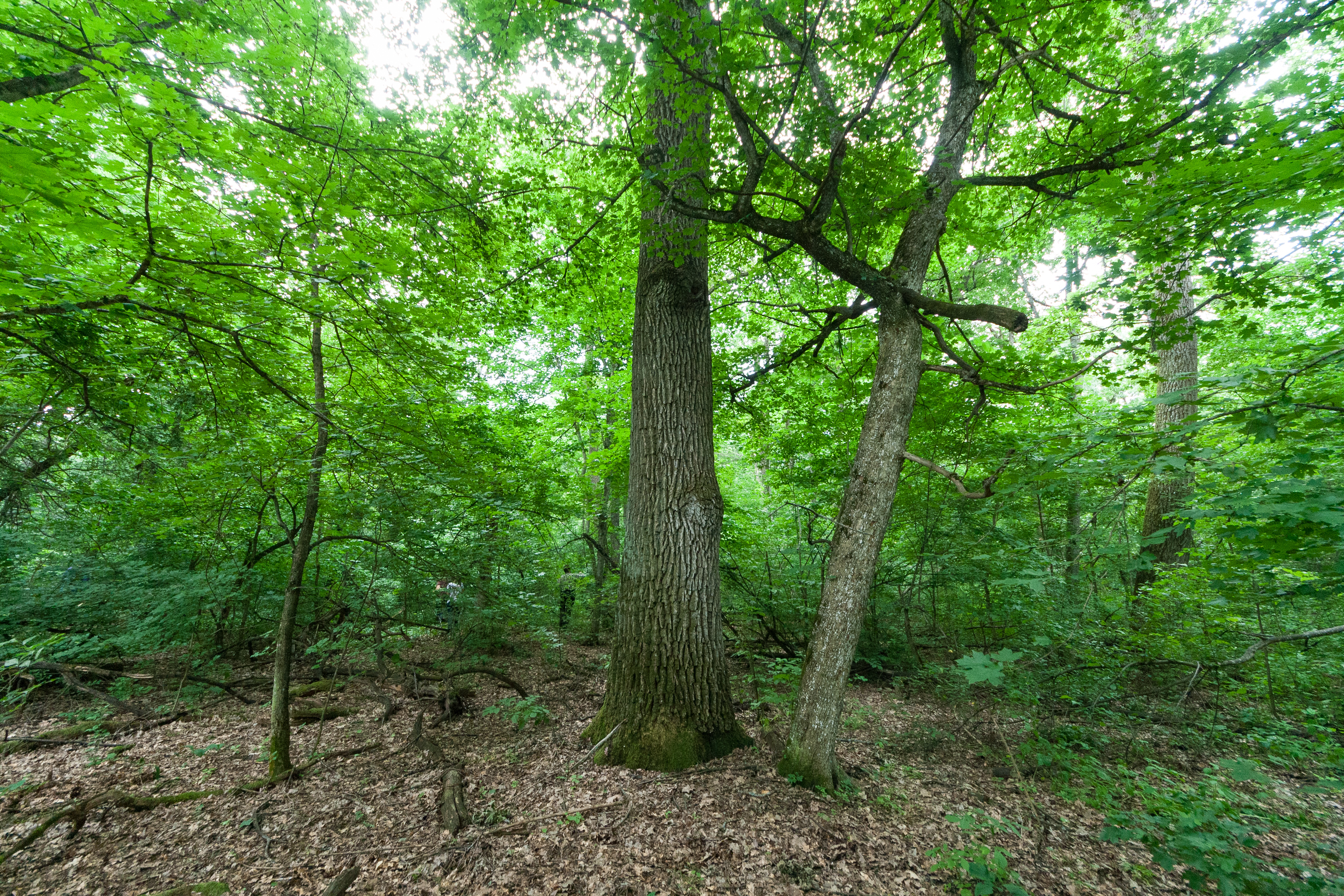
Савранський ліс
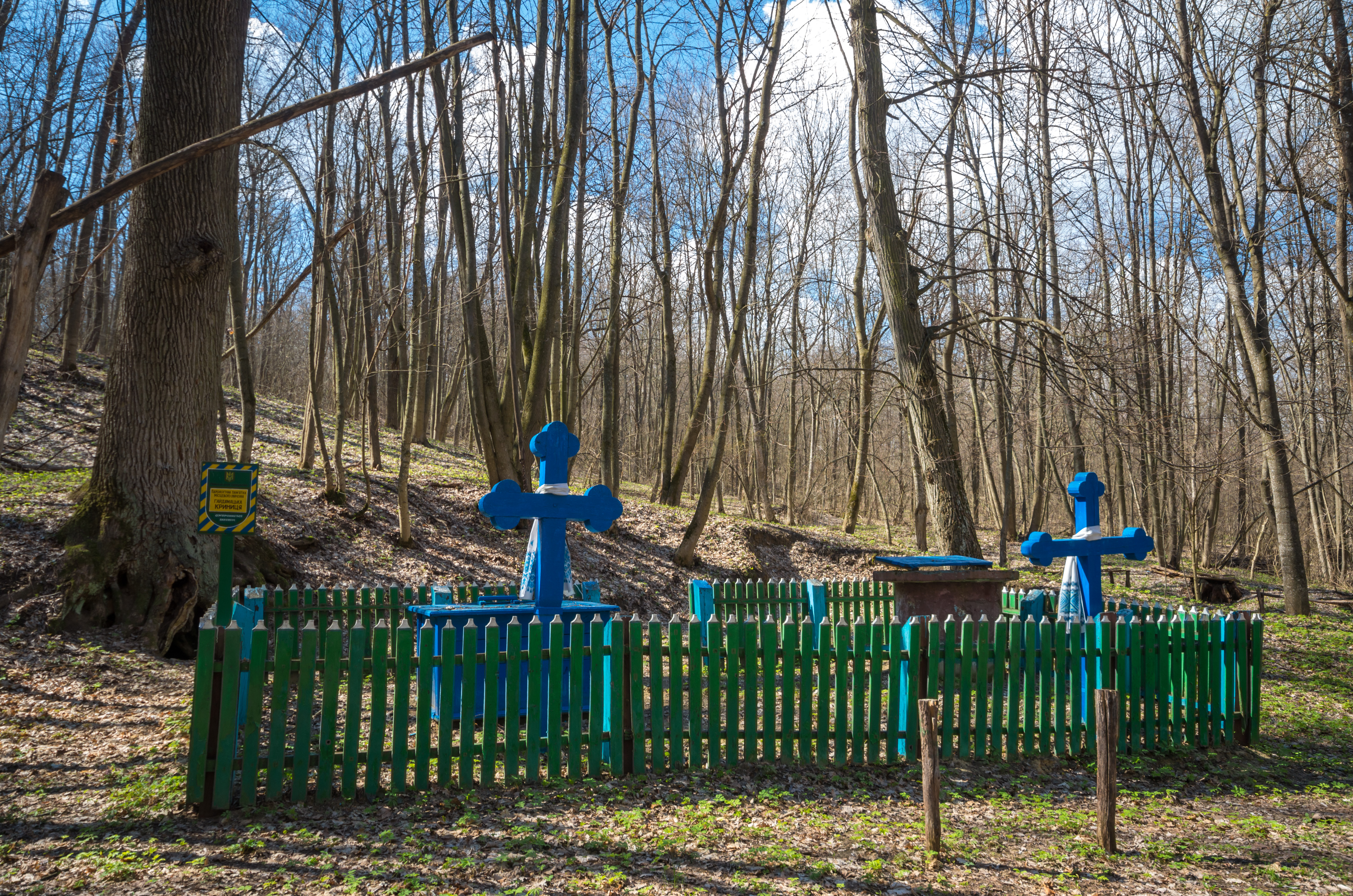
«Гайдамацька криниця»
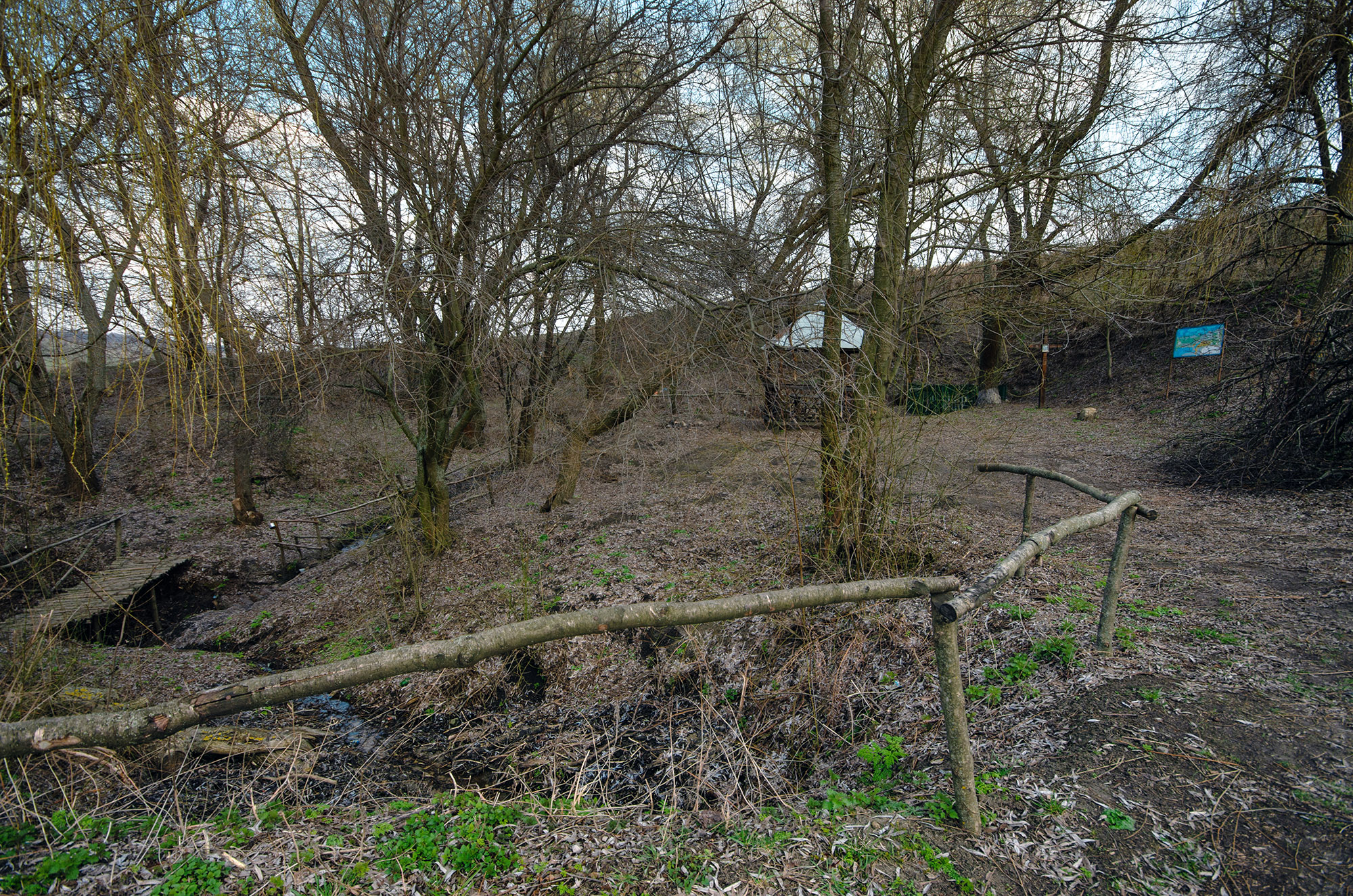
Джерело «Кішево» у верхів'ях ставка

## Культура

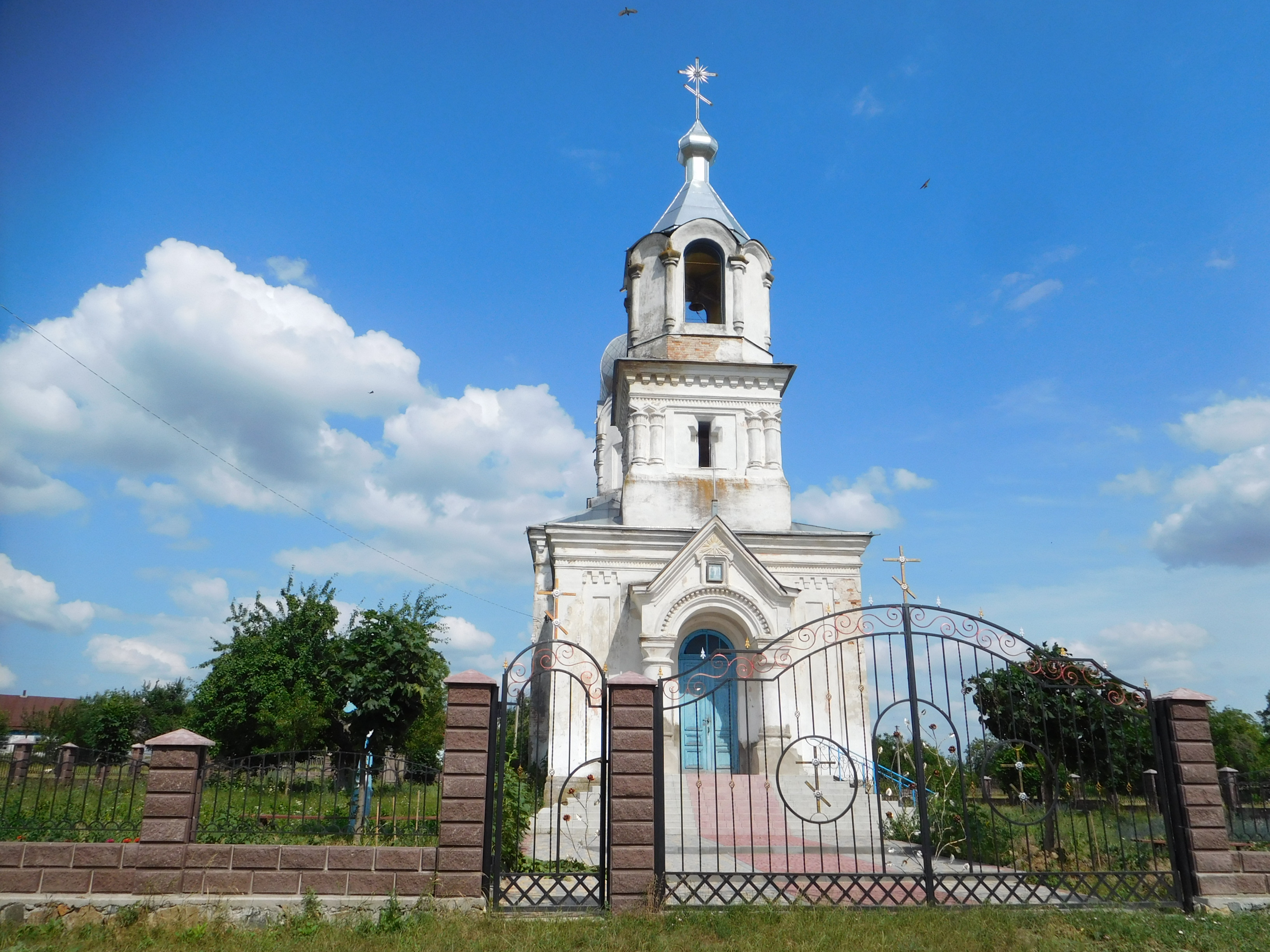
церква Іоакима та Ганни

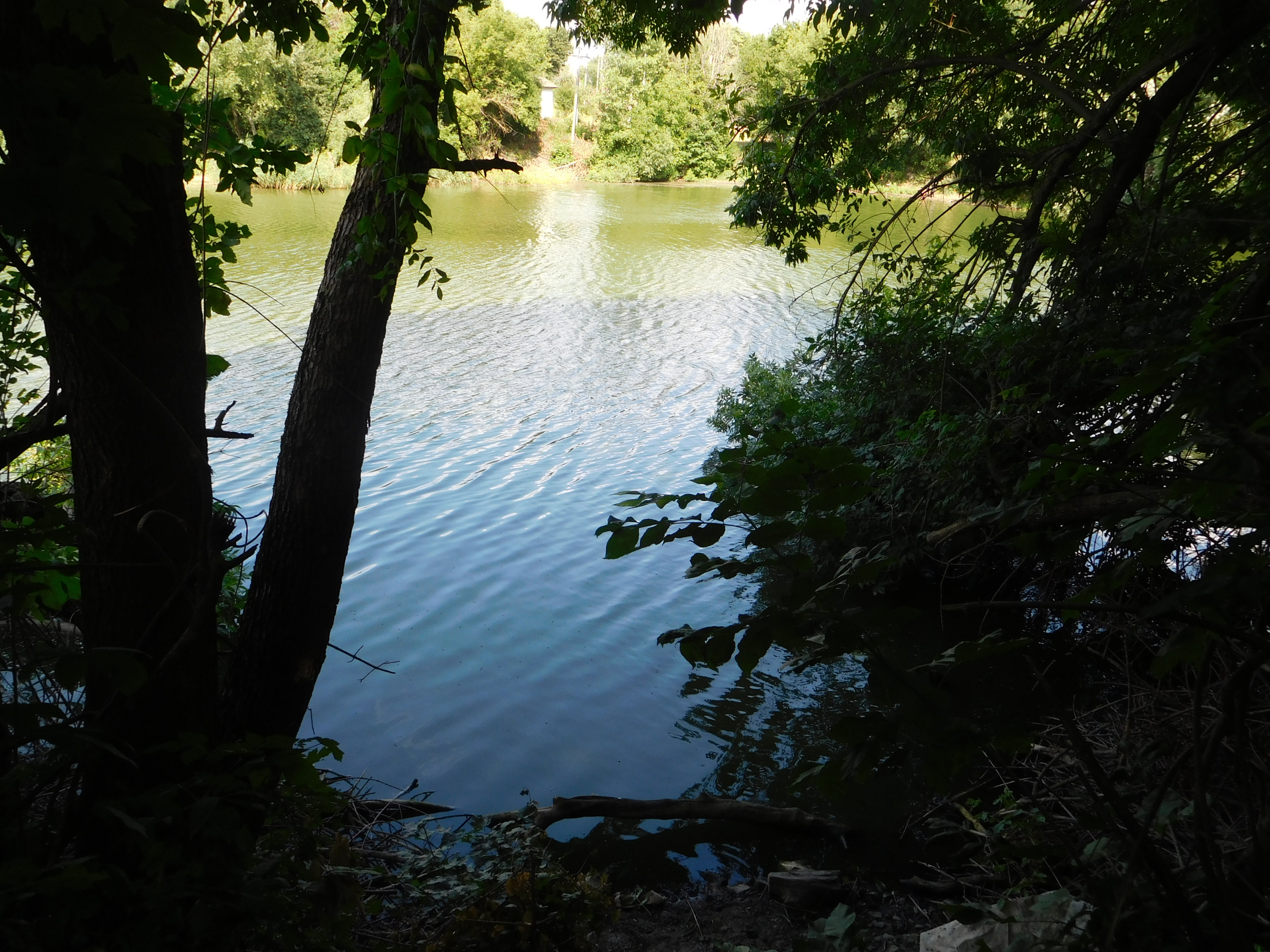
Ставок у Гетьманівському дендропарку

На території громади розташовано 15 сільських бібліотек-філіалів, районна бібліотека для дорослих та районна дитяча бібліотека. У смт Саврань діє Історико-краєзнавчий музей, крім того два громадських музеї у селах Дубинове і Полянецьке, чотири музейні кімнати в селах Кам'яне, Байбузівка, Капустянка, Слюсареве.
Діє 17 сільських будинків культури та клубів і один БК у смт Саврань (колишній районний), при якому діє Молодіжний центр «Нове покоління».
Пам'ятки архітектури місцевого значення — церква Іоакима та Ганни (кінець 17 століття) с. Гетьманівка.
Пам'ятка історії — (парково-ландшафтна) — дендропарк садиби Любомирських (с. Гетьманівка).

## Освіта
Дошкільно-виховні заклади — 4, дитячий садок — 7, загальноосвітні школи І-ІІІ ступенів — 7, загальноосвітні школи І-ІІ ступенів — 7, загальноосвітня школа І ступеня — 1, музична школа — 1, Будинок творчості школярів — 1, професійно-технічне аграрне училище. Діє дитяча музична школа із філіалом в с. Полянецьке.

## Туризм
З 2016 року реалізовується стратегічна довгострокова туристична концепція «Чотири сезони»
Сезон «Зима» — Резиденція Святого Миколая с. Осички (див. також Дідки (Осичківська Маланка))
Сезон «Весна» — регіональний еко-фестиваль «Весняні гаївки» с. Слюсареве
Сезон «Літо» — етно-фестиваль «Квітка папороті» смт Саврань
Сезон «Осінь» — всеукраїнська акція «Покрова героїв» с. Кам'яне
На свято Великдень відбувається святкування фестивалю «Великоднє диво» у с. Гетьманівка; також навесні відзначається свято борщу у с. Байбузівка.

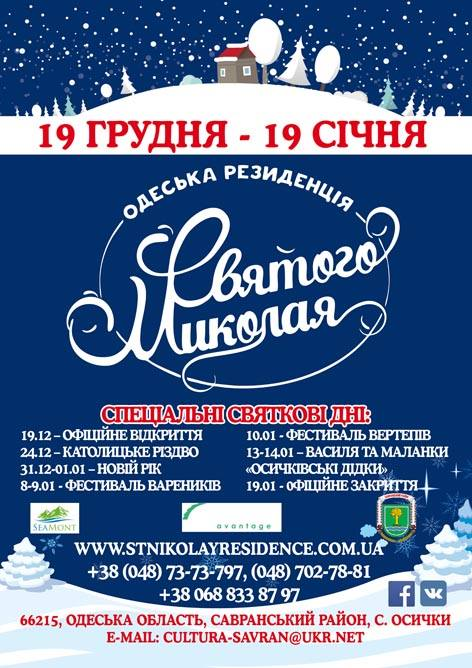
Плакат резиденції Святого Миколая у Осичках
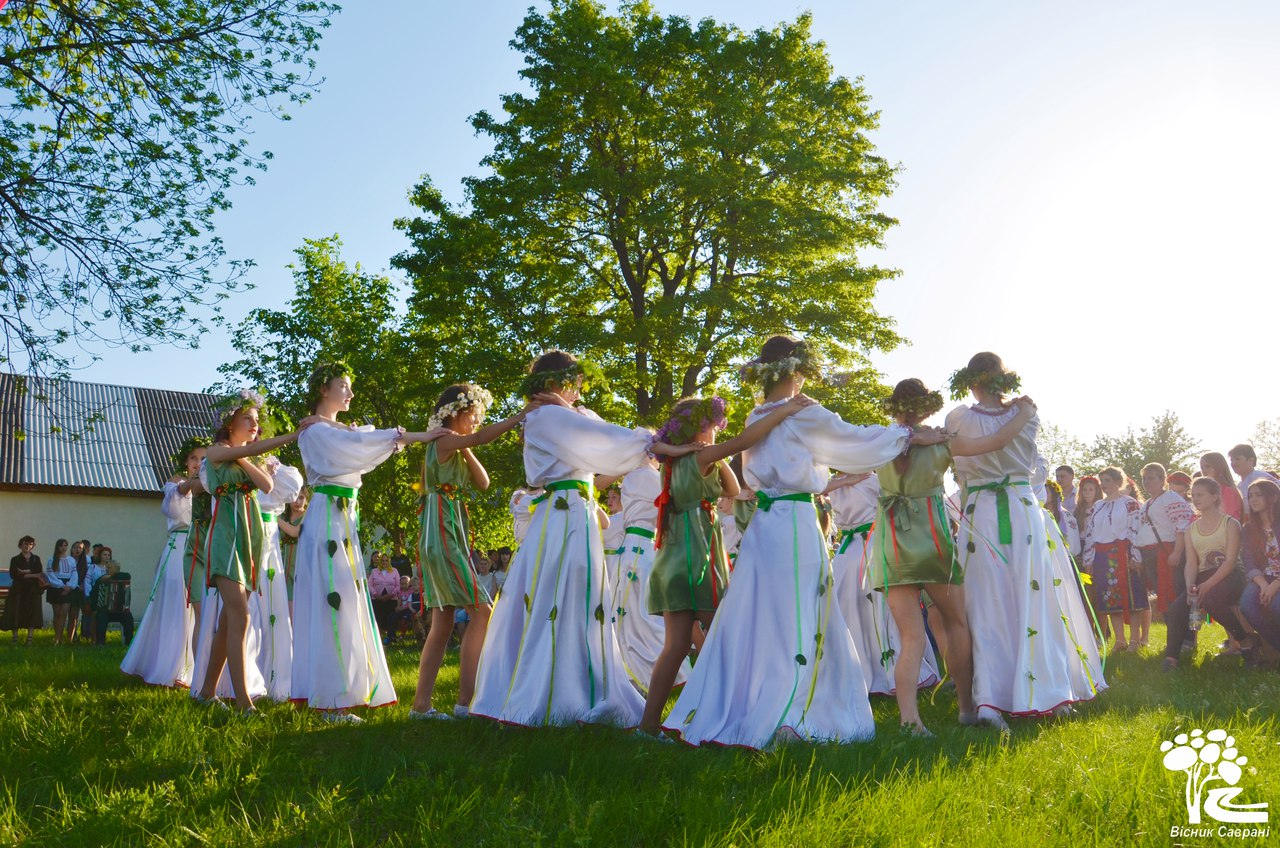
Фестиваль "Весняні гаївки" у Слюсаревому
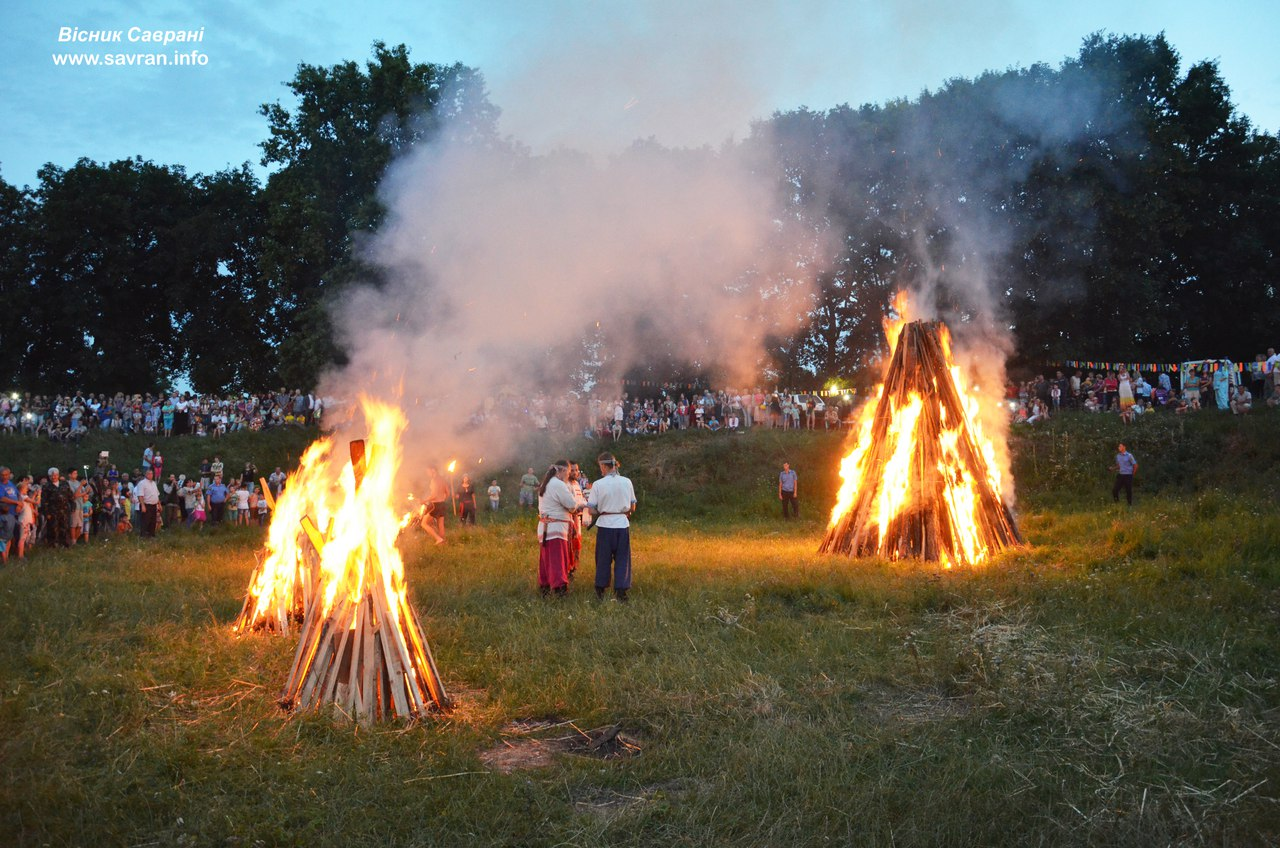
Святкування Івана Купала в Саврані
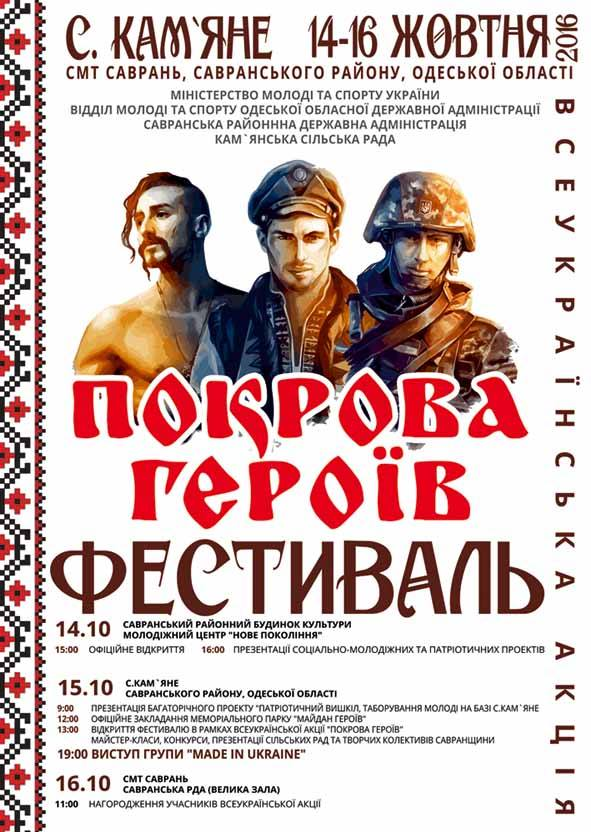
Плакат фестивалю Покрова Героїв у Кам'яному
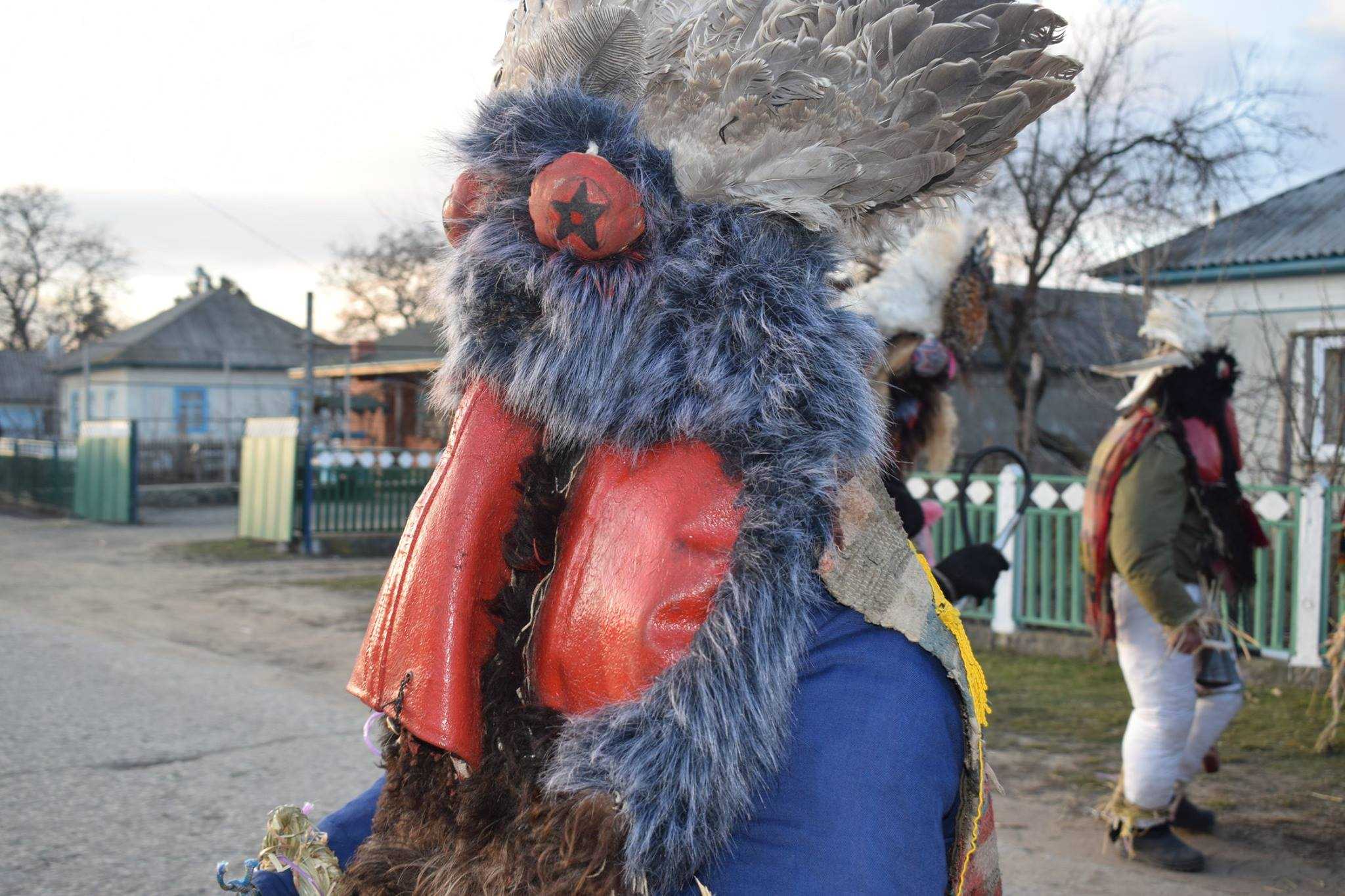
Дідки у Осичках